# Le nostre vite felici
Le nostre vite felici (Nos vies heureuses) è un film del 1999 diretto da Jacques Maillot.